# メディア・クライス
メディア・クライス株式会社は、かつて存在した日本の出版社。所在地は東京都新宿区矢来町。
雑誌や、男性向けを中心にしたDVDの制作・販売を手がけていた。

## 沿革
- 2007年2月26日、株式会社バウハウスが分社化し設立。同年3月26日、同社から出版物の発行を含む全業務を継承した。
- しかし2年後の2009年3月9日、東京地裁に自己破産を申請し会社は解散。負債総額は約21億円。
- 自己破産のその後はマイウェイ出版に、「HDC本当にデカップ」はダイアプレス、「もっとすごい本当にすごいH話」「エキサイダーEX」「Tha'S DAN」「もっとすごい本当のH話コレクション」はインフォレストが在刊誌を引きついている。

## 最終まで在刊
- ウッカ
- エキサイダーEX
- That's DAN
- HDC本当にデカップ
- もっとすごい本当にすこいH話
- YOUNG momo

## 休刊
- GOKUH(ゴクウ)
- これが本当！人妻のH話
- BLACK＊BOX
- 人妻　本当の出会いのH話
- @本当!浮気妻のH話
- 若妻　ヤンツマ